# 관 (단위)

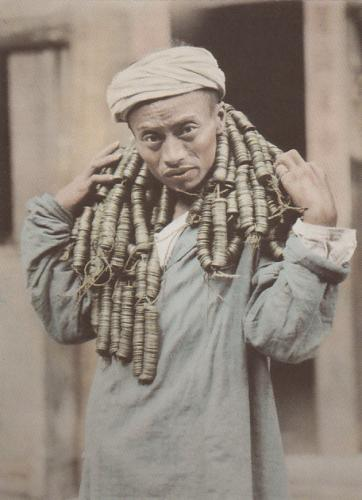

관(貫)은 질량과 무게의 단위로 1관은 6.25근 또는 100냥 또는 1000돈이며, 미터법으로 약 3.75kg이다.